# Tony Mottola
Tony Mottola (* 18. April 1918 in Kearny (New Jersey) als Anthony C. Mottola; † 9. August 2004 in Denville (New Jersey)) war ein US-amerikanischer Gitarrist im Bereich des Jazz und Easy Listening sowie Filmkomponist.

## Leben und Wirken
Mottola spielte zunächst Banjo, bevor er zur Gitarre wechselte; ersten Unterricht hatte er bei seinem Vater. Ende der 1930er-Jahre spielte er im George Hall Orchestra, zu dessen Rhythmusgruppe Johnny Guarnieri und Nick Fatool gehörten. Erste Aufnahmen entstanden 1941 mit Carl Cress. In den 1940er-Jahren arbeitete er u. a. mit Raymond Scott, Cliff Edwards, Eddie Condon, Sal Franzetta, Georgia Gibbs, Shirley Moore, Joe Biviano, John Serry senior und Billy Taylor. Unter eigenem Namen spielte er mit Johnny Guarnieri, Trigger Alpert und Morey Feld 1946 mehrere Titel für Majestic Records ein. In den folgenden Jahren agierte er als Begleitmusiker von Pearl Bailey, Sarah Vaughan, Billie Holiday, The Modernaires, Tony Pastor, Ruth Price und Lena Horne. In den 1950er-Jahren spielte er mit Bernie Leighton, Sam Donahue, Ray McKinley, Toots Thielemans, Will Bradley, Benny Goodman. Größere Bekanntheit erlangte er insbesondere durch seine Zusammenarbeit mit Frank Sinatra und Perry Como; außerdem orchestrierte er LP-Produktionen von Burl Ives und trat in der Sendung Melody Street des Senders DuMont Television Network auf. Mottola spielte auch im Doc Severinsen Orchestra, der Studioband von The Tonight Show und schrieb Musik für Film und Fernsehen, wie für Violated (1953), die TV-Serie Danger (1950–55, mit Yul Brynner), The Joke and the Valley (1961) und Die Flucht ins Ungewisse (1988). Im Bereich des Jazz war er zwischen 1941 und 1983 an 130 Aufnahmesessions beteiligt.

## Diskographische Hinweise
- Tony Mottola and His All Stars: Let's Put Out The Lights! (Camden, um 1955), mit Stan Webb, Lou Stein, Johnny Guarnieri, Charlie Magnante, Bob Haggart, Cliff Leeman, Terry Snyder, Frank Carroll, Harry Breuer
- Frank Sinatra: After Hours with Bill Miller at the Piano (1953–55) mit Bill Miller, Graham Forbes, Johnny Blowers, Alvin Stoller, John Ryan, Joe Comfort, Tony Mottola, Allan Reuss, Sonny Salad und Abe Most[4]
- Big Band Bossa Nova (Command, 1962), mit Doc Severinsen, Bernie Glow, Mel Davis, Jimmy Maxwell, Marky Markowitz, Urbie Green, Bobby Byrne, Bob Alexander, Paul Faulise, Jack Satterfield, Walt Levinsky, Phil Bodner, Al Klink, Stan Webb, Hank Freeman, Bob Haggart, Don Lamond, Bobby Rosengarden, Phil Kraus, Ed Shaughnessy, Enoch Light (dir)
- Guitar...Paris (ommand, 1965) solo
- Tony Mottola/Bucky Pizzarelli: Two Guitars for Two in Love (um 1965)